# Parignargues
Parignargues é uma comuna francesa na região administrativa de Occitânia, no departamento de Gard. Estende-se por uma área de 11,01 km². Em 2010 a comuna tinha 693 habitantes (densidade: 62,9 hab./km²).